# Detta har hänt
Detta har hänt is het tweede studioalbum van de Zweedse muziekgroep Gösta Berlings Saga. Het album is opgenomen in hun eigen Pelikaan Studio (de band heette eerst Pelikaan) gedurende de periode van 8 november 2008 tot 14 januari 2009. De band werd terzijde gestaan door Mattias Olsson van Änglagård. Het album bevat instrumentale progressieve rock, jazzrock vermengd met psychedelische rock. De band gebruikte daarbij voornamelijk analoog-werkende toetsinstrumenten. Het werd live opgenomen in de studio.

## Musici
- Gabriel Hermansson – basgitaar
- Einar Baldursson – gitaar
- David Lundberg – toetsinstrumenten, zoals mellotron en Moog
- Alexander Skepp – drumstel

## Muziek
| Nr. | Titel            | Duur  |
| --- | ---------------- | ----- |
| 1.  | Kontrast         | 3:57  |
| 2.  | Sorterargatan 3  | 9:49  |
| 3.  | Svenska Hjärtan  | 3:01  |
| 4.  | Fem Trappar      | 6:32  |
| 5.  | Nattskift        | 5:00  |
| 6.  | Bergslagen       | 10:29 |
| 7.  | Innelegur ?      | 2:51  |
| 8.  | Västerbron 05.30 | 11:33 |